# صابوغة أسترالية
صابوغة أسترالية (الاسم العلمي: Sprattus novaehollandiae) (بالإنجليزية: Australian sprat)‏ هي نوع من الأسماك تتبع جنس الصابوغة من فصيلة الرنكات.